# Пленарное заседание
Пле́нум (лат. plenum «полное»), плена́рное заседа́ние, плена́рная се́ссия (англ. plenary session) — заседание, собрание с присутствием всех членов организации, органа — кворума; например:
1. заседание организаций (общества, товарищества, ассамблеи или парламента), которое происходит с участием всех членов организации, независимо от группировок[1]. Наиболее представительная часть конференций, конгрессов и симпозиумов, на которую выносятся основные доклады, происходит отчёт руководителей секций, принятие общих решений (резолюций).
2. в научных конференциях, конгрессах и симпозиумах пленарное заседание открывает и заканчивает работу секций; в пленарном заседании выступают наиболее значимые лица, включая приглашенных гостей, происходит отчёт руководителей секций, принятие общих решений (резолюций).